# Tillandsia commixa
Tillandsia commixa är en gräsväxtart som beskrevs av Carl Christian Mez. Tillandsia commixa ingår i släktet Tillandsia och familjen Bromeliaceae. Inga underarter finns listade i Catalogue of Life.